# Bóng rổ tại Đại hội Thể thao châu Á 1994
Bóng rổ là một trong những bộ môn thể thao tổ chức tại Đại hội Thể thao châu Á 1994 ở Hiroshima, Nhật Bản từ 2 đến 16 tháng 10 năm 1994. Trung Quốc đánh bại Hàn Quốc trong trận chung kết nam giành danh hiệu hạng 4.

## Tổng kết huy chương

### Bảng huy chương
| 1    | Hàn Quốc (KOR)   | 1 | 1 | 0 | 2 |
| 2    | Trung Quốc (CHN) | 1 | 0 | 1 | 2 |
| 3    | Nhật Bản (JPN)   | 0 | 1 | 1 | 1 |
| Tổng | Tổng             | 2 | 2 | 2 | 6 |

### Huy chương giành được
| Nội dung | Vàng             | Bạc            | Đồng             |
| -------- | ---------------- | -------------- | ---------------- |
| Nam      | Trung Quốc (CHN) | Hàn Quốc (KOR) | Nhật Bản (JPN)   |
| Nữ       | Hàn Quốc (KOR)   | Nhật Bản (JPN) | Trung Quốc (CHN) |

## Kết quả

### Nam

#### Vòng loại

##### Bảng A
| Đội               | Pld | W | L | PF  | PA  | PD  | Pts |
| ----------------- | --- | - | - | --- | --- | --- | --- |
| Trung Quốc        | 3   | 3 | 0 | 251 | 207 | +44 | 6   |
| Nhật Bản          | 3   | 2 | 1 | 253 | 239 | +14 | 5   |
| Đài Bắc Trung Hoa | 3   | 1 | 2 | 228 | 263 | −35 | 4   |
| Ả Rập Xê Út       | 3   | 0 | 3 | 205 | 228 | −23 | 3   |

| 3 tháng 10 16:00 |  | Ả Rập Xê Út | 60–71 | Trung Quốc |  | Hiroshima |

| 4 tháng 10 16:00 |  | Nhật Bản | 89–88 | Đài Bắc Trung Hoa |  | Hiroshima |

| 6 tháng 10 14:00 |  | Đài Bắc Trung Hoa | 68–92 | Trung Quốc |  | Hiroshima |

| 7 tháng 10 15:00 |  | Ả Rập Xê Út | 82–72 | Đài Bắc Trung Hoa |  | Hiroshima |

| 8 tháng 10 14:00 |  | Nhật Bản | 85–63 | Ả Rập Xê Út |  | Hiroshima |

| 10 tháng 10 18:00 |                              | Trung Quốc | 88–79 | Nhật Bản |  | Hiroshima |
| 10 tháng 10 18:00 | Điểm giữa hiệp: 34–35, 54–44 |            |       |          |  | Hiroshima |

##### Bảng B
| Đội                                  | Pld | W | L | PF  | PA  | PD  | Pts |
| ------------------------------------ | --- | - | - | --- | --- | --- | --- |
| Hàn Quốc                             | 4   | 4 | 0 | 378 | 314 | +64 | 8   |
| Philippines                          | 4   | 3 | 1 | 344 | 319 | +25 | 7   |
| Iran                                 | 4   | 2 | 2 | 321 | 340 | −19 | 6   |
| Kazakhstan                           | 4   | 1 | 3 | 293 | 308 | −15 | 5   |
| Các Tiểu vương quốc Ả Rập Thống nhất | 4   | 0 | 4 | 295 | 350 | −55 | 4   |

| 3 tháng 10 16:00 |                              | Philippines | 89–76 | Kazakhstan |  | Hiroshima |
| 3 tháng 10 16:00 | Điểm giữa hiệp: 48–27, 41–49 |             |       |            |  | Hiroshima |

| 4 tháng 10 14:00 |  | Hàn Quốc | 102–78 | Iran |  | Hiroshima |

| 5 tháng 10 14:00 |  | Kazakhstan | 72–63 | Các Tiểu vương quốc Ả Rập Thống nhất |  | Hiroshima |

| 6 tháng 10 16:00 |                              | Iran | 86–89 | Philippines |  | Hiroshima |
| 6 tháng 10 16:00 | Điểm giữa hiệp: 45–51, 41–38 |      |       |             |  | Hiroshima |

| 7 tháng 10 18:00 |  | Các Tiểu vương quốc Ả Rập Thống nhất | 80–103 | Hàn Quốc |  | Hiroshima |

| 8 tháng 10 16:00 |  | Kazakhstan | 68–69 | Iran |  | Hiroshima |

| 9 tháng 10 16:00 |  | Hàn Quốc | 87–77 | Kazakhstan |  | Hiroshima |

| 9 tháng 10 16:00 |  | Các Tiểu vương quốc Ả Rập Thống nhất | 71–87 | Philippines |  | Hiroshima |

| 10 tháng 10 12:00 |  | Iran | 88–81 | Các Tiểu vương quốc Ả Rập Thống nhất |  | Hiroshima |

| 10 tháng 10 16:00 |                              | Philippines | 79–86 | Hàn Quốc |  | Hiroshima |
| 10 tháng 10 16:00 | Điểm giữa hiệp: 47–49, 32–37 |             |       |          |  | Hiroshima |

#### Vị trí thứ 5-8
|  | Vị trí thứ 5-8    | Vị trí thứ 5-8    |              |    | Vị trí thứ 5 | Vị trí thứ 5 |
|  |                   |                   |              |    |              |              |
|  | 12 tháng 10       |                   |              |    |              |              |
|  |                   |                   |              |    |              |              |
|  | Kazakhstan        | 77                |              |    |              |              |
|  | Kazakhstan        | 77                | 14 tháng 10  |    |              |              |
|  | Ả Rập Xê Út       | 71                |              |    |              |              |
|  | Ả Rập Xê Út       | 71                | Kazakhstan   | 75 |              |              |
|  | 12 tháng 10       |                   | Kazakhstan   | 75 |              |              |
|  |                   | Đài Bắc Trung Hoa | 66           |    |              |              |
|  | Đài Bắc Trung Hoa | Đài Bắc Trung Hoa | 66           | 95 |              |              |
|  | Đài Bắc Trung Hoa |                   |              | 95 |              |              |
|  | Iran              | 90                |              |    |              |              |
|  | Iran              | 90                | Vị trí thứ 7 |    |              |              |
|  |                   |                   |              |    |              |              |
|  | 14 tháng 10       |                   |              |    |              |              |
|  |                   |                   |              |    |              |              |
|  | Ả Rập Xê Út       | 95                |              |    |              |              |
|  | Ả Rập Xê Út       | 95                |              |    |              |              |
|  | Iran              | 87                |              |    |              |              |

##### Bán kết
| 12 tháng 10 14:00 |  | Ả Rập Xê Út | 71–77 | Kazakhstan |  | Hiroshima |

| 12 tháng 10 16:00 |  | Đài Bắc Trung Hoa | 95–90 | Iran |  | Hiroshima |

##### Vị trí thứ 7
| 14 tháng 10 16:00 |  | Ả Rập Xê Út | 95–87 | Iran |  | Hiroshima |

##### Vị trí thứ 5
| 14 tháng 10 18:00 |  | Kazakhstan | 75–66 | Đài Bắc Trung Hoa |  | Hiroshima |

#### Vòng cuối cùng
|  | Bán kết     | Bán kết  |               |     | Chung kết | Chung kết |
|  |             |          |               |     |           |           |
|  | 13 tháng 10 |          |               |     |           |           |
|  |             |          |               |     |           |           |
|  | Trung Quốc  | 85       |               |     |           |           |
|  | Trung Quốc  | 85       | 15 tháng 10   |     |           |           |
|  | Philippines | 74       |               |     |           |           |
|  | Philippines | 74       | Trung Quốc    | 100 |           |           |
|  | 13 tháng 10 |          | Trung Quốc    | 100 |           |           |
|  |             | Hàn Quốc | 72            |     |           |           |
|  | Nhật Bản    | Hàn Quốc | 72            | 63  |           |           |
|  | Nhật Bản    |          |               | 63  |           |           |
|  | Hàn Quốc    | 101      |               |     |           |           |
|  | Hàn Quốc    | 101      | Tranh hạng ba |     |           |           |
|  |             |          |               |     |           |           |
|  | 15 tháng 10 |          |               |     |           |           |
|  |             |          |               |     |           |           |
|  | Philippines | 76       |               |     |           |           |
|  | Philippines | 76       |               |     |           |           |
|  | Nhật Bản    | 79       |               |     |           |           |

##### Bán kết
| 13 tháng 10 14:00 |                              | Trung Quốc | 85–74 | Philippines |  | Hiroshima |
| 13 tháng 10 14:00 | Điểm giữa hiệp: 44–31, 41–43 |            |       |             |  | Hiroshima |

| 13 tháng 10 16:00 |                              | Nhật Bản | 63–101 | Hàn Quốc |  | Hiroshima |
| 13 tháng 10 16:00 | Điểm giữa hiệp: 28–52, 35–49 |          |        |          |  | Hiroshima |

##### Tranh huy chương đồng
| 15 tháng 10 14:00 |                              | Philippines | 76–79 | Nhật Bản |  | Hiroshima |
| 15 tháng 10 14:00 | Điểm giữa hiệp: 40–34, 36–45 |             |       |          |  | Hiroshima |

##### Tranh huy chương vàng
| 15 tháng 10 16:00 |                              | Trung Quốc | 100–72 | Hàn Quốc |  | Hiroshima |
| 15 tháng 10 16:00 | Điểm giữa hiệp: 42–34, 58–38 |            |        |          |  | Hiroshima |

#### Vị trí cuối cùng
| Hạng | Đội                                  |
| ---- | ------------------------------------ |
|      | Trung Quốc                           |
|      | Hàn Quốc                             |
|      | Nhật Bản                             |
| 4    | Philippines                          |
| 5    | Kazakhstan                           |
| 6    | Đài Bắc Trung Hoa                    |
| 7    | Ả Rập Xê Út                          |
| 8    | Iran                                 |
| 9    | Các Tiểu vương quốc Ả Rập Thống nhất |

### Nữ

#### Vòng sơ khảo
| Đội               | Pld | W | L | PF  | PA  | PD   | Pts | Tiebreaker  |
| ----------------- | --- | - | - | --- | --- | ---- | --- | ----------- |
| Hàn Quốc          | 5   | 4 | 1 | 516 | 389 | +127 | 9   | 1–1 / 1.166 |
| Nhật Bản          | 5   | 4 | 1 | 520 | 383 | +137 | 9   | 1–1 / 0.971 |
| Trung Quốc        | 5   | 4 | 1 | 429 | 374 | +55  | 9   | 1–1 / 0.886 |
| Đài Bắc Trung Hoa | 5   | 2 | 3 | 377 | 424 | −47  | 7   |             |
| Kazakhstan        | 5   | 1 | 4 | 392 | 470 | −78  | 6   |             |
| Thái Lan          | 5   | 0 | 5 | 272 | 466 | −194 | 5   |             |

| 3 tháng 10 14:00 |  | Kazakhstan | 76–50 | Thái Lan |  | Hiroshima |

| 3 tháng 10 16:00 |  | Đài Bắc Trung Hoa | 83–110 | Nhật Bản |  | Hiroshima |

| 4 tháng 10 16:00 |  | Hàn Quốc | 122–90 | Kazakhstan |  | Hiroshima |

| 4 tháng 10 18:00 |  | Thái Lan | 59–73 | Đài Bắc Trung Hoa |  | Hiroshima |

| 5 tháng 10 16:00 |  | Nhật Bản | 82–91 | Trung Quốc |  | Hiroshima |

| 5 tháng 10 18:00 |  | Hàn Quốc | 101–83 | Đài Bắc Trung Hoa |  | Hiroshima |

| 6 tháng 10 18:00 |  | Thái Lan | 49–83 | Trung Quốc |  | Hiroshima |

| 7 tháng 10 15:00 |  | Kazakhstan | 74–120 | Nhật Bản |  | Hiroshima |

| 7 tháng 10 18:00 |  | Trung Quốc | 73–103 | Hàn Quốc |  | Hiroshima |

| 8 tháng 10 14:00 |  | Kazakhstan | 71–79 | Đài Bắc Trung Hoa |  | Hiroshima |

| 8 tháng 10 16:00 |  | Hàn Quốc | 110–59 | Thái Lan |  | Hiroshima |

| 9 tháng 10 14:00 |  | Nhật Bản | 84–80 | Hàn Quốc |  | Hiroshima |

| 9 tháng 10 14:00 |  | Đài Bắc Trung Hoa | 59–83 | Trung Quốc |  | Hiroshima |

| 10 tháng 10 14:00 |  | Trung Quốc | 99–81 | Kazakhstan |  | Hiroshima |

| 10 tháng 10 14:00 |  | Thái Lan | 55–124 | Nhật Bản |  | Hiroshima |

#### Vòng cuối cùng

##### Tranh huy chương đồng
| 12 tháng 10 18:00 |                              | Trung Quốc | 83–31 | Đài Bắc Trung Hoa |  | Hiroshima |
| 12 tháng 10 18:00 | Điểm giữa hiệp: 46–12, 37–19 |            |       |                   |  | Hiroshima |

##### Tranh huy chương vàng
| 13 tháng 10 18:00 |  | Hàn Quốc | 77–76 | Nhật Bản |  | Hiroshima |

#### Vị trí cuối cùng
| Hạng | Đội               |
| ---- | ----------------- |
|      | Hàn Quốc          |
|      | Nhật Bản          |
|      | Trung Quốc        |
| 4    | Đài Bắc Trung Hoa |
| 5    | Kazakhstan        |
| 6    | Thái Lan          |